# 1991–1992-es olasz labdarúgókupa
Az 1991–1992-es olasz labdarúgókupa az olasz kupa 45. kiírása. A kupát a Parma nyerte meg. Ez volt a csapat első aranyérme a sorozatban.

## Eredmények

### Első forduló
| 1. csapat | Eredmény  | 2. csapat      | 1. mérk. | 2. mérk. |
| --------- | --------- | -------------- | -------- | -------- |
| Modena    | 2–1       | Piacenza       | 1–0      | 1–1      |
| Bari      | 1–1 (ig.) | Empoli         | 0–0      | 1–1      |
| Reggiana  | 3–2       | Cosenza        | 1–0      | 2–2      |
| Lucchese  | 3–1       | Venezia        | 3–1      | 0–0      |
| Cesena    | 3–0       | Perugia        | 2–0      | 1–0      |
| Messina   | 1–3       | Palermo        | 1–0      | 0–3      |
| Pisa      | 3–0       | Monza          | 2–0      | 1–0      |
| Taranto   | 3–1       | Reggina        | 3–1      | 0–0      |
| Brescia   | 2–1       | Pescara        | 2–0      | 0–1      |
| Casarano  | 0–2       | Lecce          | 0–0      | 0–2      |
| Ancona    | 2–0       | Barletta       | 1–0      | 1–0      |
| Bologna   | 2–5       | Fidelis Andria | 2–3      | 0–2      |
| Padova    | 1–0       | Salernitana    | 1–0      | 0–0      |
| Udinese   | 4–2       | Triestina      | 3–1      | 1–1      |
| Cagliari  | 0–1       | Como           | 0–1      | 0–0      |
| Avellino  | 0–1       | Casertana      | 0–0      | 0–1      |

### Második forduló
A fordulóban csatlakozó csapatok: Ascoli, Atalanta, Cremonese, Fiorentina, Foggia, Genoa, Internazionale, Juventus, Lazio, Milan, Napoli, Parma, Roma, Sampdoria, Torino, Verona.
| 1. csapat      | Eredmény | 2. csapat | 1. mérk. | 2. mérk.  |
| -------------- | -------- | --------- | -------- | --------- |
| Sampdoria      | 6–1      | Modena    | 3–1      | 3–0       |
| Bari           | 5–2      | Ascoli    | 2–1      | 3–1       |
| Napoli         | 1–0      | Reggiana  | 1–0      | 0–0       |
| Roma           | 3–1      | Lucchese  | 1–0      | 2–1       |
| Fiorentina     | 5–2      | Cesena    | 2–1      | 3–1       |
| Parma          | 2–1      | Palermo   | 0–0      | 2–1       |
| Pisa           | 3–2      | Foggia    | 2–1      | 1–1       |
| Taranto        | 1–3      | Genoa     | 0–1      | 1–2 (hu.) |
| Milan          | 4–1      | Brescia   | 2–0      | 2–1       |
| Lecce          | 1–5      | Verona    | 1–0      | 0–5       |
| Torino         | 5–2      | Ancona    | 4–1      | 1–1       |
| Fidelis Andria | 2–5      | Lazio     | 0–2      | 2–3       |
| Atalanta       | 4–3      | Padova    | 3–1      | 1–2       |
| Udinese        | 0–3      | Juventus  | 0–0      | 0–3       |
| Cremonese      | 0–1      | Como      | 0–0      | 0–1       |
| Internazionale | 3–2      | Casertana | 1–0      | 2–2       |

### Nyolcaddöntő
| 1. csapat      | Eredmény  | 2. csapat  | 1. mérk. | 2. mérk.  |
| -------------- | --------- | ---------- | -------- | --------- |
| Sampdoria      | 3–3 (ig.) | Bari       | 1–1      | 2–2 (hu.) |
| Roma           | 3–3 (ig.) | Napoli     | 1–0      | 2–3       |
| Parma          | 1–1 (ig.) | Fiorentina | 0–0      | 1–1       |
| Pisa           | 2–4       | Genoa      | 2–0      | 0–4       |
| Verona         | 3–3 (ig.) | Milan      | 2–2      | 1–1       |
| Torino         | 2–0       | Lazio      | 2–0      | 0–0       |
| Atalanta       | 1–3       | Juventus   | 0–0      | 1–3       |
| Internazionale | 4–3       | Como       | 2–2      | 2–1       |

### Negyeddöntő
| 1. csapat | Eredmény | 2. csapat      | 1. mérk. | 2. mérk.  |
| --------- | -------- | -------------- | -------- | --------- |
| Sampdoria | 2–1      | Roma           | 1–0      | 1–1       |
| Parma     | 4–1      | Genoa          | 2–0      | 2–1       |
| Milan     | 3–1      | Torino         | 2–0      | 1–1       |
| Juventus  | 3–1      | Internazionale | 1–0      | 2–1 (hu.) |

### Elődöntő
| 1. csapat | Eredmény | 2. csapat | 1. mérk. | 2. mérk.  |
| --------- | -------- | --------- | -------- | --------- |
| Parma     | 3–2      | Sampdoria | 1–0      | 2–2 (hu.) |
| Milan     | 0–1      | Juventus  | 0–0      | 0–1       |

### Döntő

#### Első mérkőzés
| 1992. május 7. | Juventus              | 1 – 0 | Parma | Stadio delle Alpi, Torino Nézőszám: – Játékvezető: Rosario Lo Bello |
| 1992. május 7. | Baggio 23' (11-esből) | (1–0) |       | Stadio delle Alpi, Torino Nézőszám: – Játékvezető: Rosario Lo Bello |

#### Második mérkőzés
| 1992. május 14. | Parma              | 2 – 0 | Juventus | Stadio Ennio Tardini, Parma Nézőszám: – Játékvezető: Fabio Baldas |
| 1992. május 14. | Melli 45' Osio 61' | (1–0) |          | Stadio Ennio Tardini, Parma Nézőszám: – Játékvezető: Fabio Baldas |

Összesítésben a Parma nyert (2–1).
| Az 1991–1992-es olasz labdarúgókupa győztese: |
| --------------------------------------------- |
| Parma 1. cím                                  |